# Hemelsveld
Hemelsveld is een gehucht in gemeente Alken. Het is gelegen tegen de huidige dorpskern van Sint-Joris.
Hemelsveld was in het verleden een van de 4 kwartieren van Alken. Het gehuchtje werd toen gekenmerkt door het 'Kasteel Dompas' (ook vaak Kasteel Hemelsveld genoemd), de bijhorende kasteelboerderij ernaast en de Sint-Joris kapel.
Voor de kapel lag er een driesvormig plein met een centrale waterpoel. De kapel was begin 17de eeuw gebouwd en werd toen 'Capella de Hemelsvelt' genoemd. Het kasteel dateert uit de 18de eeuw en was ook de woonplaats van de laatste drossaard van Alken.
Het kasteel en boerderij werden in de jaren 70 afgebroken voor de aanleg van de N80 verbindingsweg tussen Hasselt en Sint-Truiden. Het pas in de 20ste eeuw ontstane dorp Sint-Joris is inmiddels uitgegroeid tot aan het gehucht Hemelsveld.

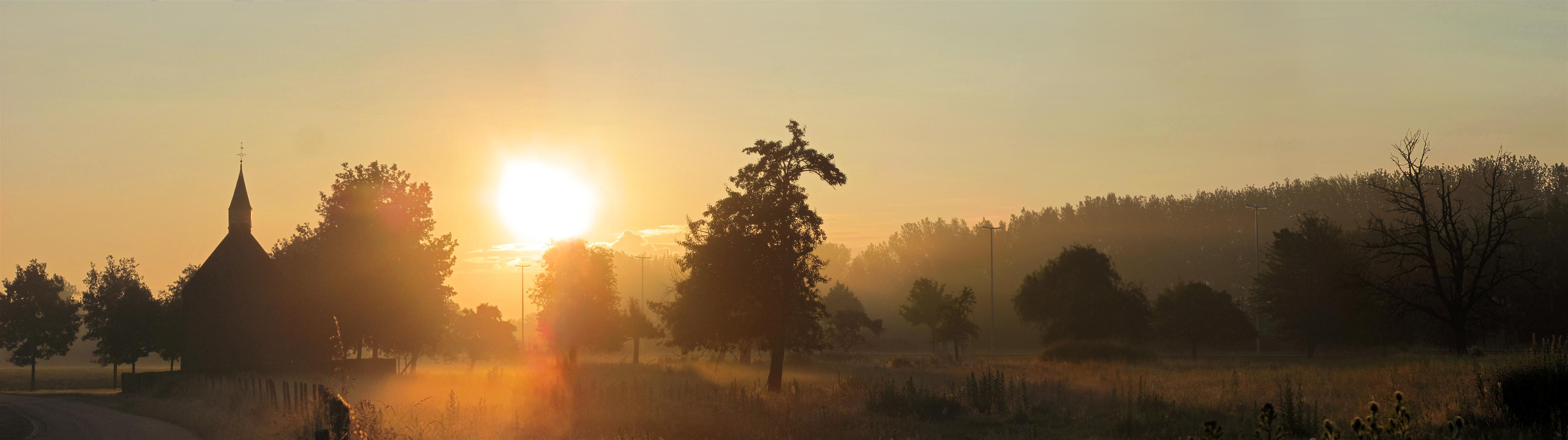
Panorama van de beschermde kapel en hoogstam-weide in het gehuchtje Hemelsveld

Dorpen: Sint-Joris · Terkoest · Alken-centrum 

Gehuchten: Blekkenberg · Buls · Hemelsveld · Hulzen · Nachtegaal · Paradijs · Plein · Rozenkrans · Stationsbuurt · Ter Linden · Waterkant · Wolfke · Zwarte Winning

Waterlopen: Herk · Mombeek · Simsebeek · Kozenbeek

Watermolens: Nieuwmolen · Herckermolen · Groenmolen · Dorpsmolen · Gustingenmolen

Stations: Station Alken · Station Hendrikstraat (voormalig)

Belgische gemeenten · Arrondissement Tongeren · Limburg · Vlaanderen